# Rufus Tiger Taylor
Rufus Tiger Taylor (* 8. března 1991 Londýn, Spojené království) je britský muzikant známý z rockových skupin The Darkness a Queen + Adam Lambert, kde byl hráčem na přídavné bicí. Je synem britského hudebníka Rogera Taylora, který taktéž působí ve skupině Queen + Adam Lambert.

## Dětství
Rufus Tiger se narodil v Londýně 8. března 1991 bubeníkovi Queen Rogerovi Taylorovi a jeho dlouholeté přítelkyni Deborah Leng, podle jeho otce Rogera vybral jeho prostřední jméno Tiger zpěvák Queen Freddie Mercury. Na Rufuse Tigera prý od mala jeho otec Roger naléhal, ať hraje na bicí, aby šel v jeho stopách, v 16 letech opustil školu ve prospěch kurzu s jezdcem Formule 1 Damona Hilla.

## Kariéra

### 2008–2011: Začátek kariéry
Poprvé ho lidé mohli vidět v roce 2008 v pořadu Royal variety performance vysílané britskou televizí BBC, kde hrál na bicí pro Kerry Ellis s otcem Rogerem Taylorem a kytaristou Brianem Mayem, v publiku je sledoval Charles, princ z Walesu s jeho chotí Camillou, vévodkyni z Cornwallu.

### 2011–současnost: Queen + Adam Lambert a the Darkness
V roce 2011 se po boku svého otce připojil k Queen + Adam Lambert, kde hrál na přídavné bicí. V květnu 2015 se po odchodu Emily Dolan Davies připojil k anglické kapele the Darkness, kde hraje na bicí.